# 小野武彦 (技術者)
小野 武彦（おの たけひこ、1944年4月29日 - ）は、日本の土木技術者、実業家、工学博士。清水建設代表取締役副社長や、土木学会会長を務めた。

## 人物・経歴
北海道伊達市出身。1968年北海道大学工学部土木工学科卒業、清水建設入社。1995年「コンクリート工事における型枠工法の合理化に関する研究」により北海道大学博士（工学）の学位を取得。
2000年清水建設執行役員北海道支店長。2003年常務執行役員北海道支店長。2004年常務執行役員土木事業本部営業本部長。2005年取締役専務執行役員土木事業本部土木営業統括。2006年取締役専務執行役員土木事業本部長。2007年代表取締役専務執行役員土木事業本部長。2008年代表取締役副社長土木事業本部長。2012年特別顧問、土木学会会長。